# Tweekleurige wespbij
De tweekleurige wespbij (Nomada integra) is een vliesvleugelig insect uit de familie bijen en hommels (Apidae). De wetenschappelijke naam van de soort is voor het eerst geldig gepubliceerd in 1832 door Brullé.